# Phesatiodes
Phesatiodes is een kevergeslacht uit de familie van de boktorren (Cerambycidae). De wetenschappelijke naam van het geslacht werd voor het eerst geldig gepubliceerd in 1995 door Hüdepohl.

## Soorten
Phesatiodes is monotypisch en omvat slechts de volgende soort:
- Phesatiodes fuscosignatus Hüdepohl, 1995